# Sazomín
Sazomín (německy Sasomin) je obec v okrese Žďár nad Sázavou v Kraji Vysočina. Žije zde 284 obyvatel.Na katastru obce mají vyrůst tři větrné elektrárny.

## Název
Nejstarší doložená podoba jména vesnice byla Sezemín a byla odvozena od osobního jména Sezema. Místní jméno tedy znamenalo "Sezemův majetek". Osobní jméno Sezema mělo též variantu Sazema a ta se ve jménu vsi prosadila ve druhé polovině 15. století (nejprve jako Sazemín, podoba s -o- doložena od konce 16. století).

## Historie
První písemná zmínka o obci pochází z roku 1317.[zdroj?]

## Obyvatelstvo
| Rok            | 1869 | 1880 | 1890 | 1900 | 1910 | 1921 | 1930 | 1950 | 1961 | 1970 | 1980 | 1991 | 2001 | 2011 | 2021 |
| -------------- | ---- | ---- | ---- | ---- | ---- | ---- | ---- | ---- | ---- | ---- | ---- | ---- | ---- | ---- | ---- |
| Počet obyvatel | 333  | 327  | 308  | 305  | 310  | 312  | 275  | 259  | 277  | 249  | 243  | 208  | 209  | 219  | 265  |
| Počet domů     | 36   | 48   | 37   | 41   | 51   | 42   | 47   | 57   | 54   | 54   | 61   | 71   | 73   | 81   | 87   |

## Obecní správa
V letech 1961–1980 byla původně samostatná obec součástí Vatína a od 1. července 1980 do 31. prosince 1991 součástí města Žďár nad Sázavou, poté se opět Sazomín osamostatnil.

### Obecní symboly
Znak a vlajka byly obci uděleny rozhodnutím předsedy Poslanecké sněmovny Parlamentu České republiky dne 11. dubna 2008.

## Pamětihodnosti
- Zvonička – její dominantou je vysoká štíhlá věž z 2. poloviny 19. století, opravená v roce 2013
- Kamenný kříž z roku 1912
- Kamenný kříž – stojí na návsi, pochází z roku 1922
- Kamenné kříže v okolí obce

## Galerie

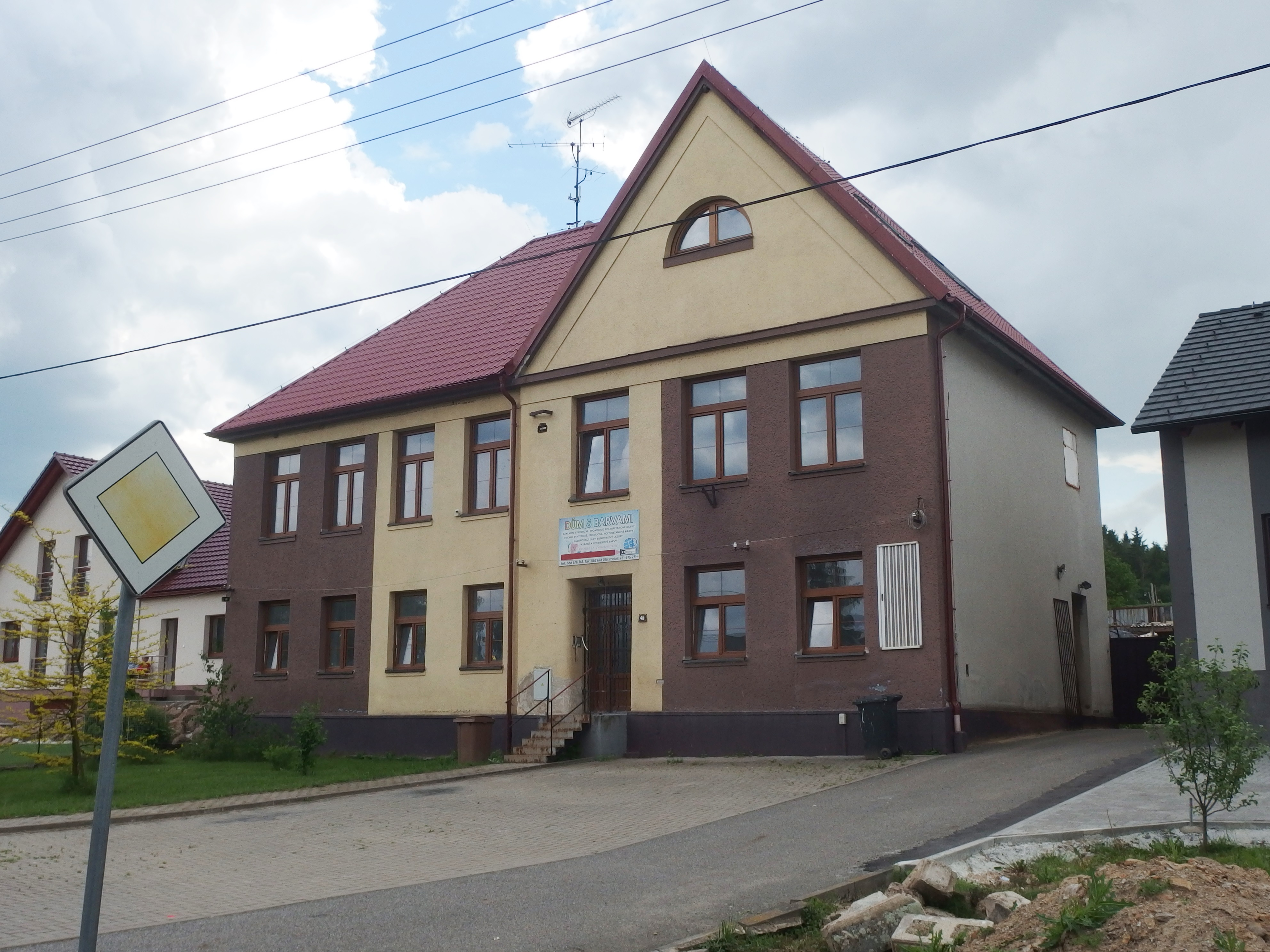
Dům č. p. 46
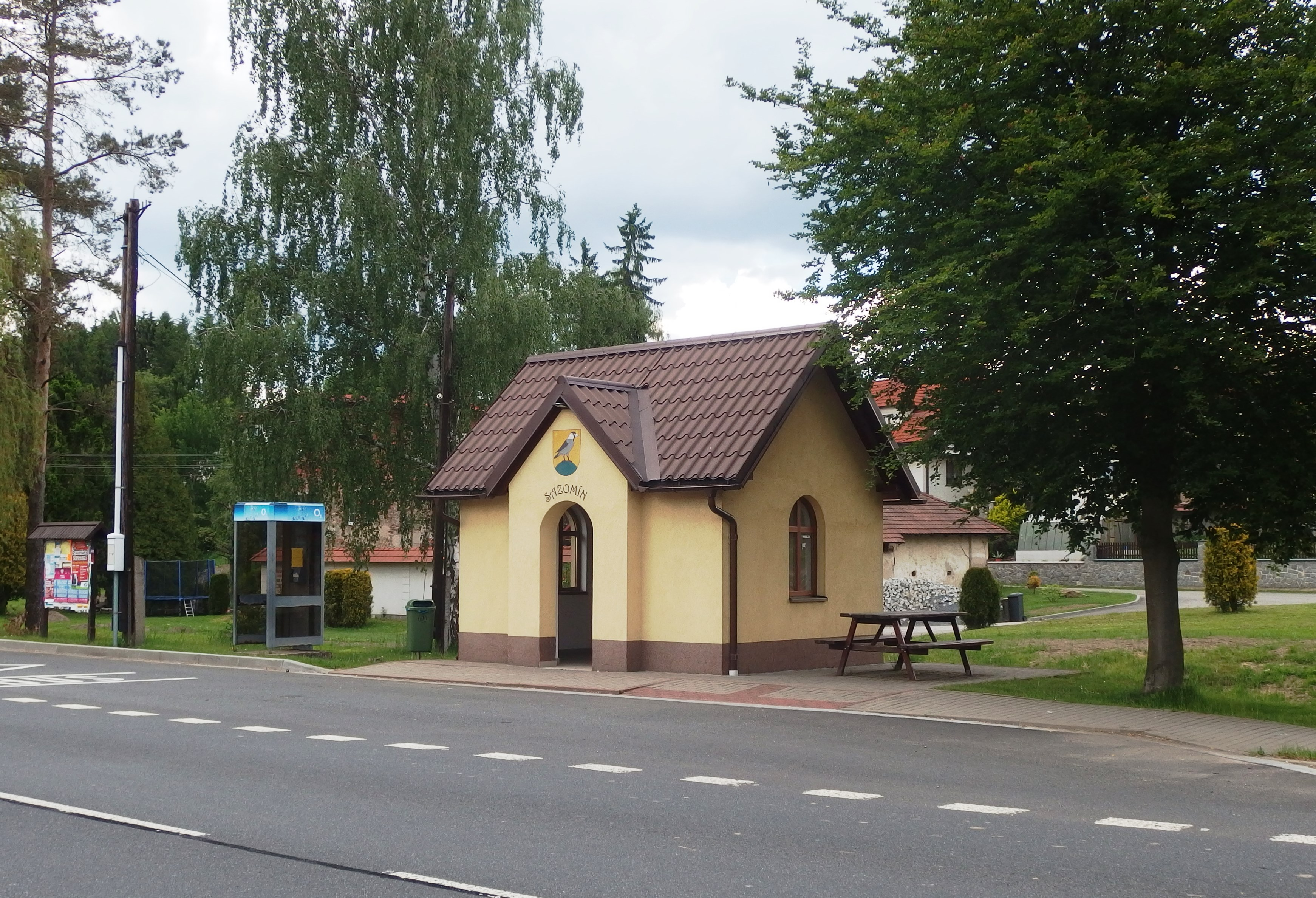
Autobusová zastávka, směr Žďár nad Sázavou
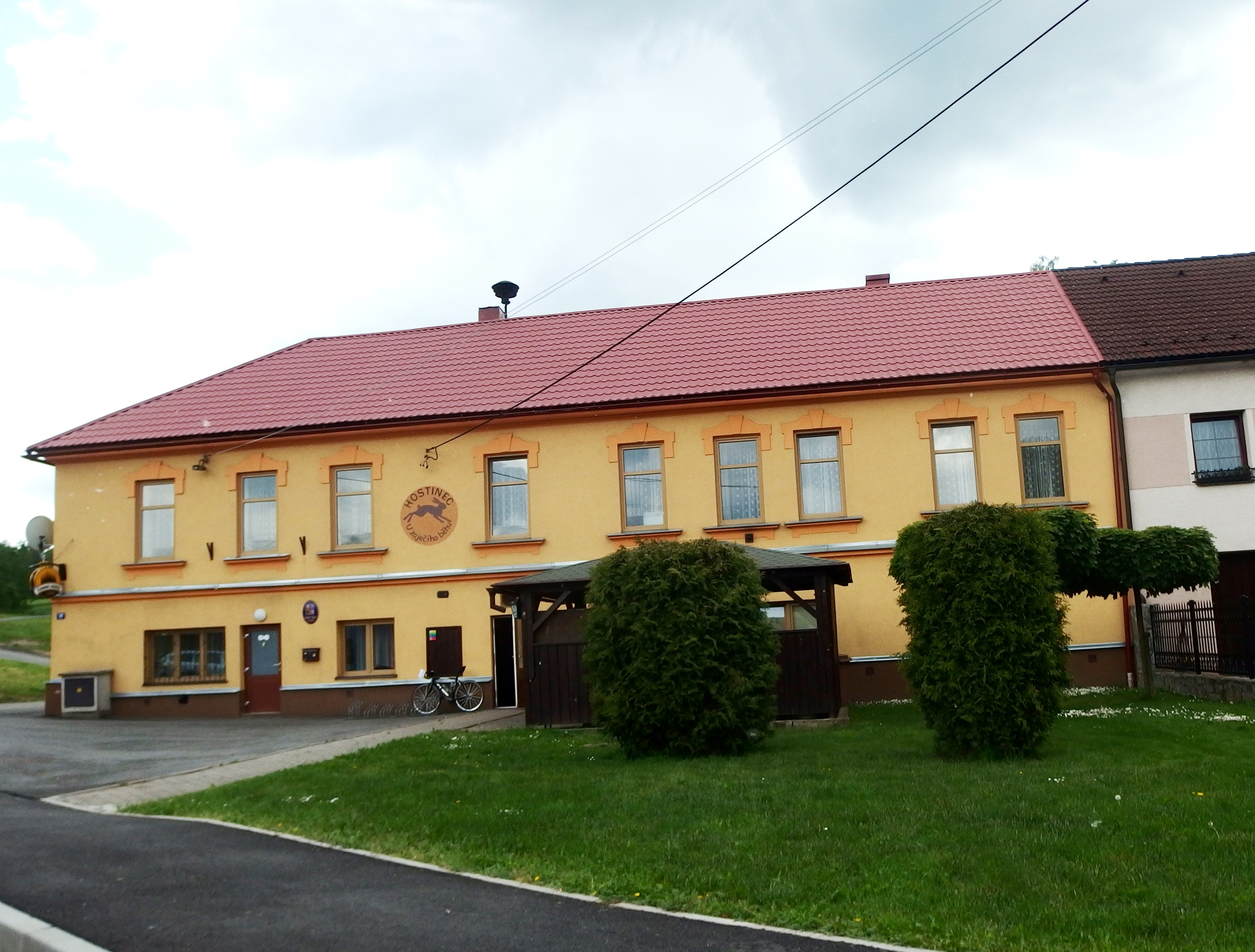
Obecní úřad
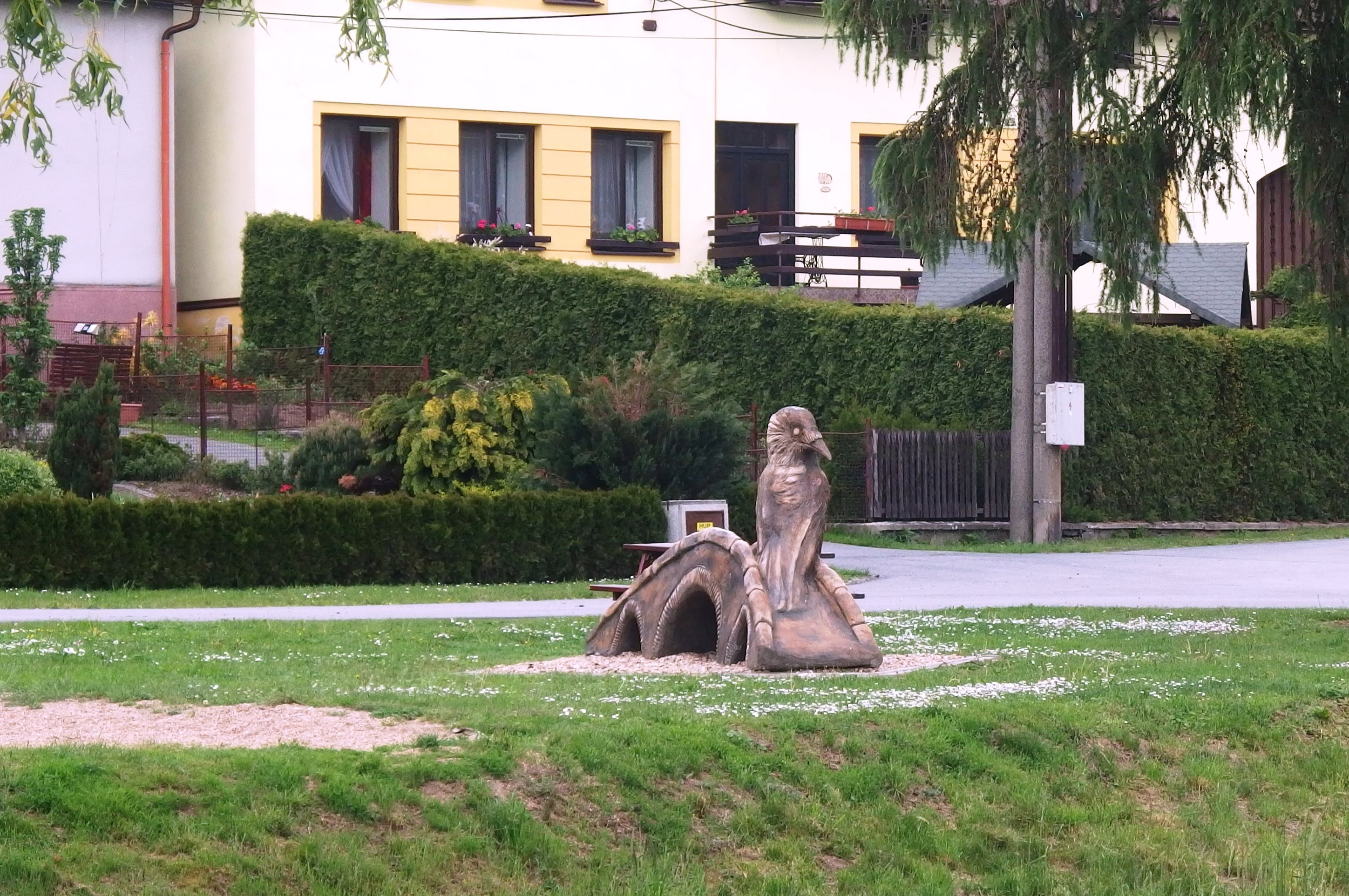
Socha kavky